# La Garçonnière (film, 1960)
Pour les articles homonymes, voir La Garçonnière.
Pour plus de détails, voir Fiche technique et Distribution.
La Garçonnière (The Apartment) est un film américain réalisé par Billy Wilder, sorti en 1960. Il a remporté, entre autres récompenses, cinq Oscars en 1961 dont l'Oscar du meilleur film. 

## Synopsis
C. C. Baxter, dit « Brin d'amour » (« Bud » ou « Buddy » en VO), est un petit employé d'une importante compagnie d'assurances, très gentil, seul et célibataire au milieu de New York, ville hyperactive où l'être humain est soumis à la cohue, au productivisme, à la publicité et à la solitude. Il met son appartement à disposition de ses supérieurs comme garçonnière, par complaisance et servilité ; il espère des avantages professionnels... et il faut bien payer le loyer. La gestion des quatre « co-locataires » est un casse-tête, son appartement est laissé sens dessus-dessous, ses voisins et sa logeuse sont indignés de ce défilé de jolies filles et du bruit, qu'ils lui attribuent, et il doit parfois attendre dehors à des heures tardives ou dans le froid. Il attrape d'ailleurs un rhume carabiné lors du dernier prêt de son appartement.
Son directeur du personnel Jeff D. Sheldrake, apprenant les faits, lui demande d'arrêter de prêter son appartement à ses quatre supérieurs, et de le lui réserver pour lui seul. Il le gratifie en échange de la promotion tant attendue, et Baxter a désormais son propre bureau. Mais il ignore que Sheldrake souhaite utiliser cette garçonnière pour y retrouver Fran, une liftière de la compagnie d'assurance où travaille Baxter et dont il est lui-même vainement épris. Il n'est pas le seul à s'intéresser à elle mais elle semble être sérieuse et refuser les liaisons.
En réalité, Fran a eu une liaison avec Sheldrake, mais elle a rompu en apprenant qu'il était marié. Elle retombe cependant dans ses bras lorsqu'il lui annonce qu'il voit son avocat pour entamer une procédure de divorce. C'est ainsi qu'elle se retrouve elle aussi à passer un moment dans l'appartement de Baxter, qui l'attend au même moment à un spectacle auquel il l'avait invitée mais où elle ne viendra jamais, à son grand désespoir.
Elle oublie dans l'appartement un poudrier au miroir fendu, que Baxter a ensuite remise à Sheldrake, et alors que Baxter est très fier d'apprendre à Fran la promotion qu'il a eue, il voit dans ses mains le miroir de poche qu'elle avait oubliée chez lui et il comprend que c'est elle que Sheldrake voit en secret. Baxter ne dit rien à Fran de ce qu'il a compris.
La veille de Noël, Fran, qui croit toujours que Sheldrake va quitter sa femme comme il le lui répète sans cesse, apprend par la secrétaire personnelle de ce dernier, qui fut également sa maîtresse, qu'elle n'est qu'une conquête de plus à laquelle il a raconté les mêmes mensonges sur son divorce prochain.
Sheldrake emmène Fran, très malheureuse, à nouveau chez Baxter et lui offre un billet de 100 dollars en guise de cadeau de Noël, invoquant le manque de temps et son incapacité à choisir un cadeau de Noël qui lui conviendrait. Blessée par ce geste maladroit, elle lui révèle tout ce qu'elle sait de ses liaisons et de ses mensonges. Il part rejoindre sa femme et ses enfants pour fêter Noël et Fran tente, après son départ, de se suicider en avalant des somnifères qu'elle a trouvés chez Baxter. 
Lorsque ce dernier rentre chez lui, en compagnie d'une autre victime de la solitude rencontrée dans un bar, il la sauve in extremis à l'aide de son voisin médecin, qui, croyant à une énième conquête maltraitée, le morigène sévèrement, lui enjoignant de devenir enfin un «Mensch », un être humain. Baxter obtient de ce dernier que la police ne soit pas prévenue, préservant ainsi à la fois les intérêts de Fran et ceux de son supérieur, qu'il informe des derniers événements et qui lui demande de prendre en charge sa maîtresse à sa place, invoquant son impossibilité à se libérer.
Baxter passe alors 48 heures avec Fran, la protégeant de sa pulsion suicidaire, le temps qu'elle se rétablisse. Fran est secrètement émue par tous les soins attentionnés que Baxter lui prodigue mais elle lui avoue qu'elle aime encore Sheldrake. Baxter la rassure sur les bonnes intentions de Sheldrake, bien qu'il sache que son chef n'a aucune intention de divorcer. Ils jouent au gin rami.
Le beau-frère de Fran, inquiet au sujet de sa belle-sœur, passe la chercher chez celui qu'il croit responsable de son désespoir, non sans lui laisser un œil au beurre noir en souvenir.
Sheldrake fait de Baxter son assistant, nouvelle promotion éclair, pour s'être occupé de sa maîtresse.

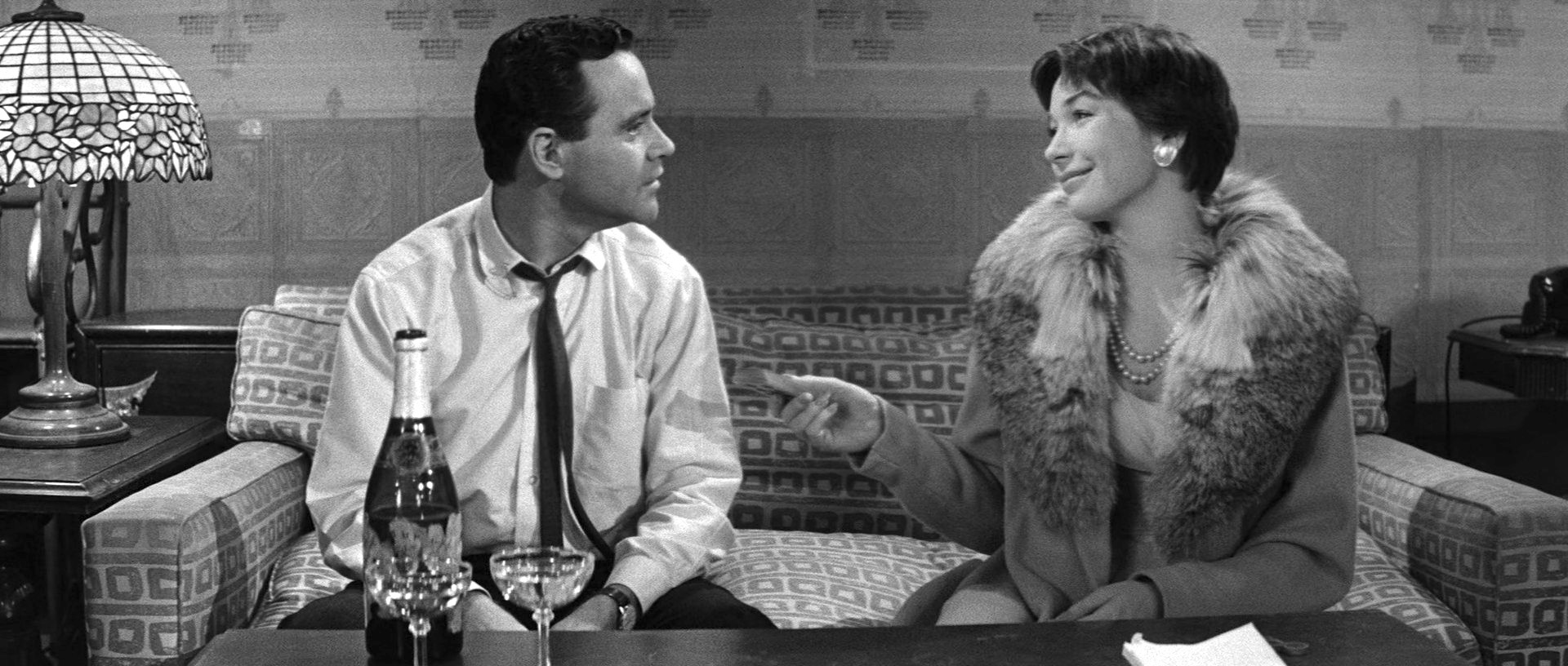
Célèbre dernière réplique du film :
— Fran (Shirley MacLaine) à Buddy (Jack Lemmon) : en (« Tais-toi et distribue »).

Trahi par sa secrétaire, qu'il a renvoyée pour avoir parlé à Fran et qui dénonce ses infidélités à sa femme pour se venger, Sheldrake est jeté hors de chez lui par son épouse et reprend donc sa liaison avec Fran. Mais lorsqu'il redemande la clé de l'appartement, Baxter, très épris de Fran, ulcéré de l'ignominie de ce petit jeu, refuse, préférant être renvoyé, perdre ses avantages professionnels pour devenir enfin un « Mensch ». Lors de la soirée du Nouvel An, Fran, songeuse, dîne avec Sheldrake. Elle apprend de celui-ci que Baxter a préféré être renvoyé plutôt que de prêter son appartement pour la énième fois, surtout pour la faire venir elle, et elle s'éclipse soudainement pour rejoindre Baxter qui était sur le point de quitter sa garçonnière pour commencer une autre vie plus digne. Ils recommencent à jouer aux cartes. Baxter déclare son amour. Fran lui répond : « Tais-toi et distribue. »

## Fiche technique
- Titre original : The Apartment
- Titre français : La Garçonnière
- Réalisation : Billy Wilder
- Assistant réalisation : Hal W. Polaire
- Scénario : Billy Wilder et I. A. L. Diamond
- Décors : Alexandre Trauner, Edward G. Boyle
- Costumes : Forrest T. Butler (acteurs), Irene Caine (actrices)
- Photographie : Joseph LaShelle
- Son : Gordon Sawyer, Fred Lau
- Montage : Daniel Mandell
- Musique : Adolph Deutsch, Charles Williams (en)
- Producteurs : Billy Wilder et Doane Harrison (associé)
- Directeur de production : Allen K. Wood
- Sociétés de productions : Mirisch Company (États-Unis), United Artists (États-Unis)
- Sociétés de distribution : United Artists, Théâtre du Temple (France)
- Pays de production :  États-Unis
- Langue : anglais américain
- Format :  noir et blanc — 35 mm — 2.35:1 (Panavision) — son : mono
- Genre : comédie dramatique
- Durée : 125 min
- Dates de sortie :
  - États-Unis : 15 juin 1960
  - France : 14 septembre 1960
- (fr) Classifications CNC : tous publics, Art et Essai (visa d'exploitation no 23550 délivré le 23 juin 1960)

## Distribution

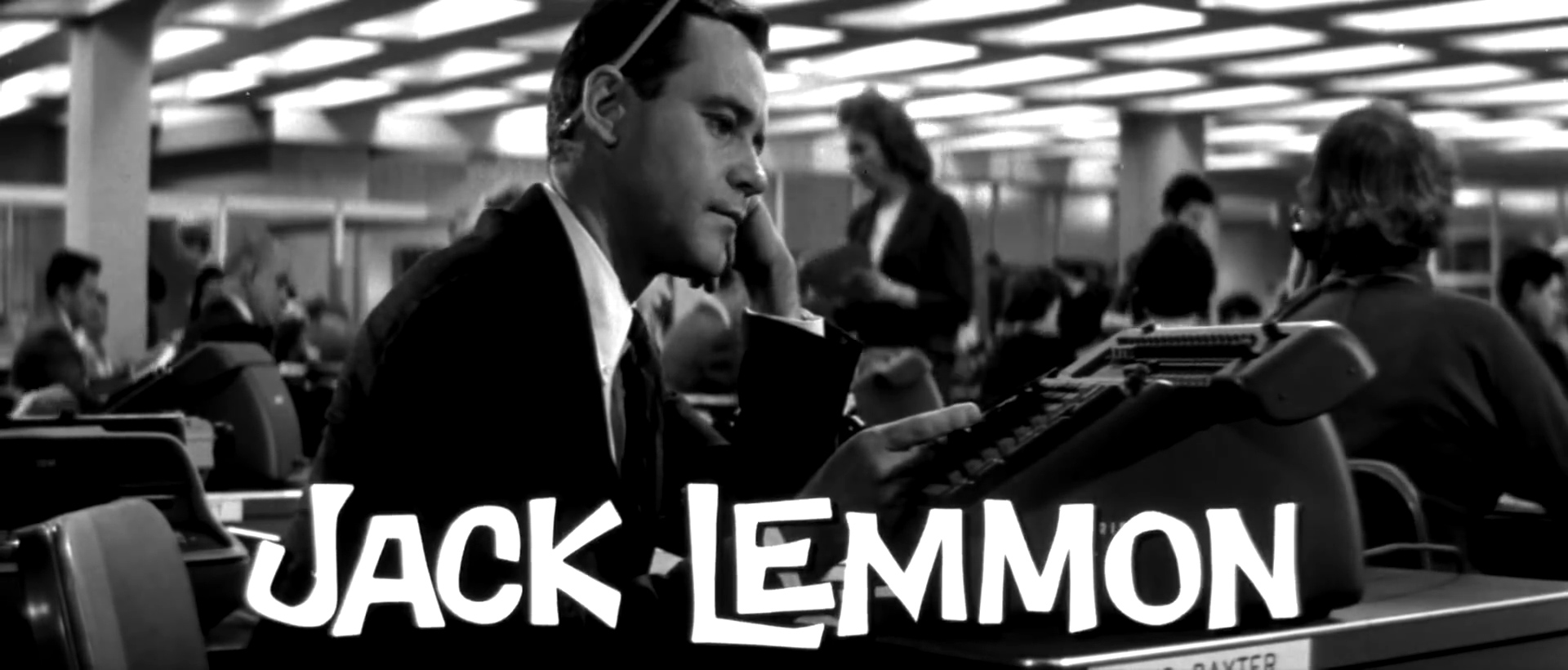
Jack Lemmon interprète Calvin Clifford Baxter.

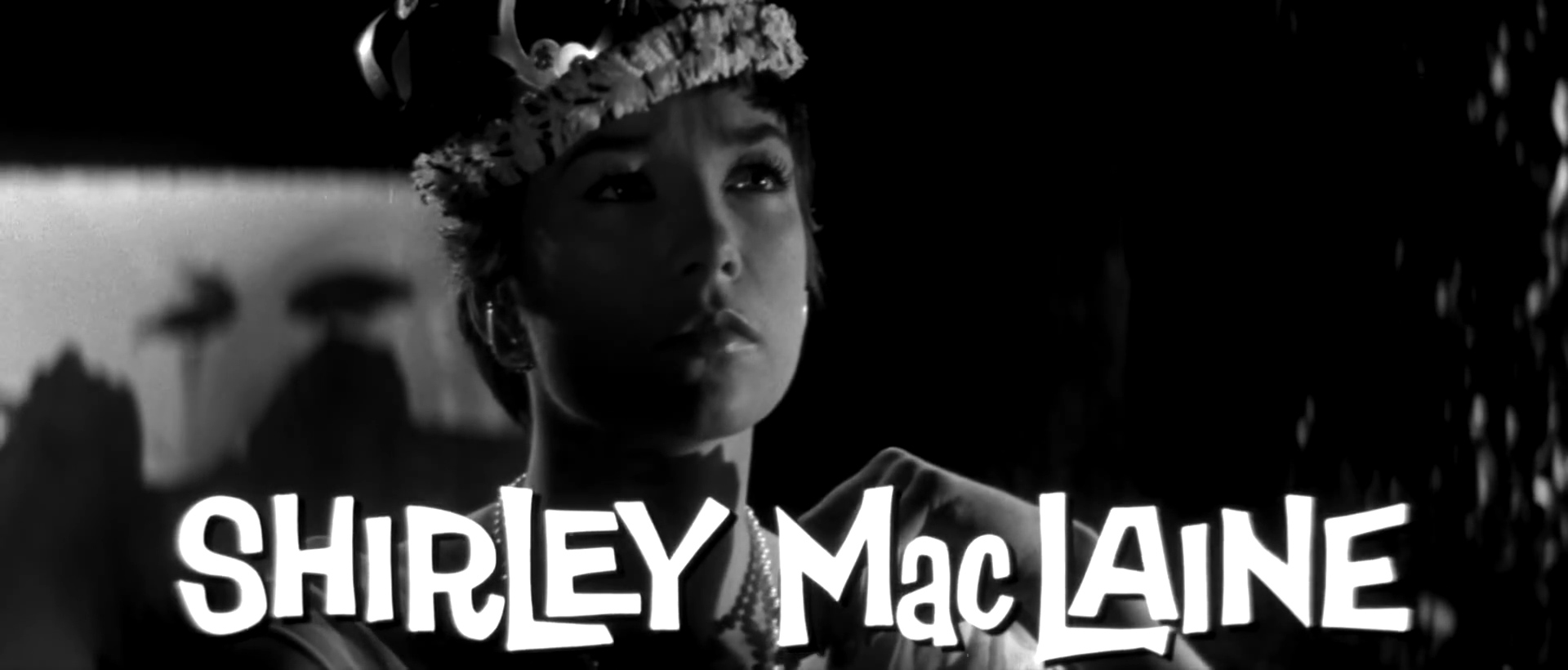
Shirley MacLaine interprète Fran Kubelik.

- Jack Lemmon (VF : Roger Carel) : Calvin Clifford (C. C.) Baxter dit « Brin d'amour » (« Bud » ou « Buddy » en VO)
- Shirley MacLaine (VF : Nicole Riche) : Fran Kubelik
- Fred MacMurray (VF : Claude Péran) : Jeff D. Sheldrake
- Jack Kruschen (VF : Alfred Pasquali) : le docteur Dreyfuss
- Ray Walston (VF : Jean-Claude Michel) : Joe Dobisch
- David Lewis (VF : Jean-Henri Chambois) : Al Kirkeby
- David White (VF : Serge Nadaud) : monsieur  Eichelberger
- Edie Adams (VF : Claude Gensac) : miss Olsen, la secrétaire
- Naomi Stevens (VF : Madeleine Barbulée) : madame Mildred Dreyfuss
- Johnny Seven (VF : Henry Djanik) : Karl Matuschka, le beau-frère de Fran
- Joan Shawlee : Sylvia, petite amie de Kirkeby
- Hope Holiday (VF : Rolande Forest) : Margie Mac Dougall, la femme du bar
- Willard Waterman (VF : Stéphane Audel) : monsieur Vanderhof
- Joyce Jameson (VF : Claire Guibert) : la blonde, imitation de Marilyn Monroe

## Musique du film
- Thème principal : The Jealous Lover, musique de Charles Williams (en)[Note 2]
- Lonely Room, musique d'Adolph Deutsch
- Musiques additionnelles : 
  - Adeste Fideles, paroles de Frederick Oakeley et musique de John Francis Wade
  - Auld Lang Syne, poème de Robert Burns sur un thème traditionnel écossais (traduit en français sous le titre Ce n'est qu'un au revoir)
  - Jingle Bells, paroles et musique de James Pierpont[Note 3]
  - Capriccio italien de Pyotr Ilyich Tchaikovsky

## Distinctions
- Œuvre classée dans les « 1001 films à voir avant de mourir ».
- Le film fait partie du top 100 du classement d'IMDb.
- National Board of Review 1960 : classé dans les dix meilleurs films de l'année.
- National Film Registry 1994 : film conservé à la Bibliothèque du Congrès des États-Unis.

### Récompenses
- Mostra de Venise 1960 : Coupe Volpi de la meilleure interprétation féminine à Shirley MacLaine
- New York Film Critics Circle Awards 1960 : 
  - Prix du meilleur film (ex æquo avec Amants et Fils)
  - Prix du meilleur réalisateur à Billy Wilder (ex æquo avec Jack Cardiff pour Amants et Fils)
  - Prix du meilleur scénario à Billy Wilder et I. A. L. Diamond
- Golden Globes 1960 : 
  - Golden Globe du meilleur film musical ou de comédie
  - Golden Globe de la meilleure actrice dans un film musical ou une comédie à Shirley MacLaine
  - Golden Globe du meilleur acteur dans un film musical ou une comédie à Jack Lemmon
- Oscar du cinéma 1961 :
  - Oscar du meilleur film à Billy Wilder
  - Oscar du meilleur réalisateur à Billy Wilder
  - Oscar du meilleur scénario original à Billy Wilder et I. A. L. Diamond
  - Oscar de la meilleure direction artistique à Alexandre Trauner et Edward G. Boyle
  - Oscar du meilleur montage à Daniel Mandell
- BAFTA 1961 :
  - Prix du meilleur film (toutes sources) à Billy Wilder
  - Prix du meilleur acteur étranger à Jack Lemmon
  - Prix de la meilleure actrice étrangère à Shirley MacLaine
- Directors Guild of America 1961 : 
  - Prix de la meilleure réalisation à Billy Wilder
  - Plaque à Hal W. Polaire, assistant réalisateur
- Laurel Awards 1961 : 
  - Prix de la meilleure comédie
  - Prix de la meilleure interprète dramatique à Shirley MacLaine
  - Prix du meilleure interprète de comédie à Jack Lemmon
- Writers Guild of America 1961 : meilleur scénario de comédie américaine à Billy Wilder et I. A. L. Diamond
- Círculo de Escritores Cinematográficos/Cercle des écrivains cinématographiques espagnols 1964 : prix du meilleur film étranger

### Nominations
- Golden Globes 1960 : Billy Wilder nommé pour le Golden Globe du meilleur réalisateur
- Oscar du cinéma 1961 : 
  - Jack Lemmon nommé pour l'Oscar du meilleur acteur
  - Shirley MacLaine nommée pour l'Oscar de la meilleure actrice
  - Jack Kruschen nommé pour l'Oscar du meilleur acteur dans un second rôle
  - Joseph LaShelle nommé pour l'Oscar de la meilleure photographie en noir et blanc
  - Gordon Sawyer nommé pour l'Oscar du meilleur mixage de son
- Grammy Awards 1961 : Adolph Deutsch nommé pour le Grammy du meilleur album de bande originale ou de musique de film

## Production
« Billy Wilder déclare que ses deux réalisations préférées sont Le Gouffre aux chimères (avec Kirk Douglas, 1951) et La Garçonnière, avec Jack Lemmon. »

— In Le Nouvel Observateur (1993).

« L'histoire d'un type qui s'élève dans le lit chaud laissé par deux amants »

— Selon le résumé du film fait par Billy Wilder.

### Genèse
Dans un article du New York Times de 1960, Billy Wilder raconte qu'à l'origine il avait conçu l'histoire pour le théâtre, mais qu'à cause de la difficulté de montrer l'immensité des bureaux sur une scène, I. A. L. Diamond et lui en ont fait un film. Dans le même article, I. A. L. Diamond déclare que le film est une réflexion sur « les mœurs des milieux d'affaires américains. »
Dans son livre de souvenirs,Tony Curtis raconte comment il a été à l'origine de l'idée du film : « Autour de moi, il y avait une masse de jolies filles qui faisaient de la figuration ou de petits rôles et, bien sûr, j'avais envie de coucher avec elles. Généralement, je couchais avec elles — sur le siège arrière de la voiture, dans ma loge, n'importe où. […] La voiture et la loge manquaient un peu d'espace. Mais mon copain Nicky Bair, un acteur devenu restaurateur, avait un petit logement, pas très loin de Laurel Canyon. Un soir, j'étais en route pour retrouver une fille, et je roulais dans les collines, préoccupé de savoir où nous pourrions bien aller, quand j'ai aperçu Nicky assis dans sa petite MG sur le bord de la route. Je me suis arrêté et je lui ai demandé ce qui se passait. « Ma bagnole est en panne et j'attends la dépanneuse de l'automobile-club. » J'ai réfléchi une seconde et je lui ai dit : « Écoute, Nicky, désolé pour ta voiture, mais puisque tu es coincé là pour un bon moment, est-ce que tu pourrais… » Il m'a interrompu : « Vas-y. Sers-toi de mon appartement. » Et à partir de ce moment, chaque fois que je draguais une fille, j'appelais Nicky : « Nick, j'ai besoin de ton appartement » ; il soupirait et puis il me disait OK et j'y montais avec ma Rolls que je planquais sous un auvent — comme si les gens n'étaient pas au courant ! Comment ne pas me repérer avec cette plaque : TC1 ? Ma voiture était connue de tout le monde. L'idée que ça pourrait faire un sujet de film est venue de Sidney Skolsky, le journaliste, un petit bonhomme au nez en bec d'aigle. Un jour, il tombe sur Nicky assis dans sa voiture et il lui demande : « Pourquoi ne rentres-tu pas chez toi ? — Je ne peux pas, répond Nicky, Tony est là-haut avec une fille. » Sidney rétorque : « Mais, c'est ton appartement, non ? » et Nicky : « Je sais, mais Tony est un pote et il me fait avoir des petits boulots… » Alors, Skolsky a utilisé l'idée pour un synopsis qu'il a vendu et qui est devenu La Garçonnière. Lorsque Billy Wilder préparait le projet, il m'a dit : « Tony, tu es trop beau garçon pour jouer Nick Blair », et c'est Jack Lemmon qui a finalement obtenu le rôle. »

### Scénario

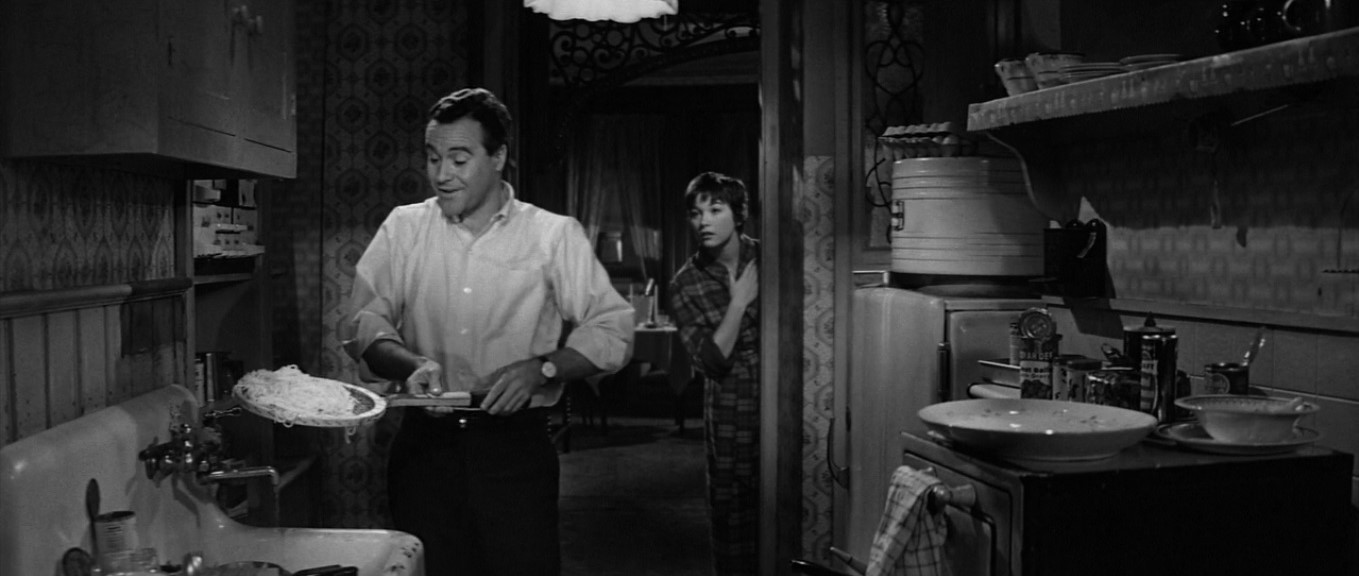
Scène de l'égouttage des spaghettis avec la raquette.
Jack Lemmon et Shirley MacLaine.

Pour l'écriture du scénario, et bien avant le témoignage de Tony Curtis, Billy Wilder a déclaré qu'il s’était fortement inspiré du film britannique Brève Rencontre (Brief Encounter, 1945) où un ami du protagoniste Alec Harvey (Trevor Howard) prête à celui-ci son appartement pour qu'il puisse se retrouver seul avec sa maîtresse Laura Jesson (Celia Johnson),.
Lorsque le tournage commence, la majeure partie du scénario est déjà écrite, mais reste cependant volontairement en suspens, car Billy Wilder et son coscénariste connaissent leur « destination finale. » Shirley MacLaine n'en reçoit qu'une quarantaine de pages. Le réalisateur souhaite en effet pouvoir s'adapter aux accidents de tournage ou à ce qui peut se révéler durant les répétitions. L'actrice a déclaré qu'elle considérait Wilder et I. A. L. Diamond, son coscénariste, comme des « observateurs avisés », car il était courant qu'ils s'inspirent d'une discussion entre Jack Lemmon et elle pendant un déjeuner, où les acteurs ignoraient qu'ils étaient en train « de jouer une scène qui n'existait pas encore, mais qui apparaîtrait bientôt dans le scénario ! »
La scène où Baxter égoutte des pâtes à l'aide d'une raquette de tennis est née d'une remarque d'I. A. L. Diamond sur le fait que les femmes adoreraient regarder un homme qui fait la cuisine. Comme il s'agit d'un célibataire que Wilder et Diamond n'imaginent pas faisant sa cuisine, car préférant plutôt s'acheter un sandwich, ils ont cherché un ustensile qui pourrait servir de passoire à quelqu'un qui n'en a pas.

### Tournage

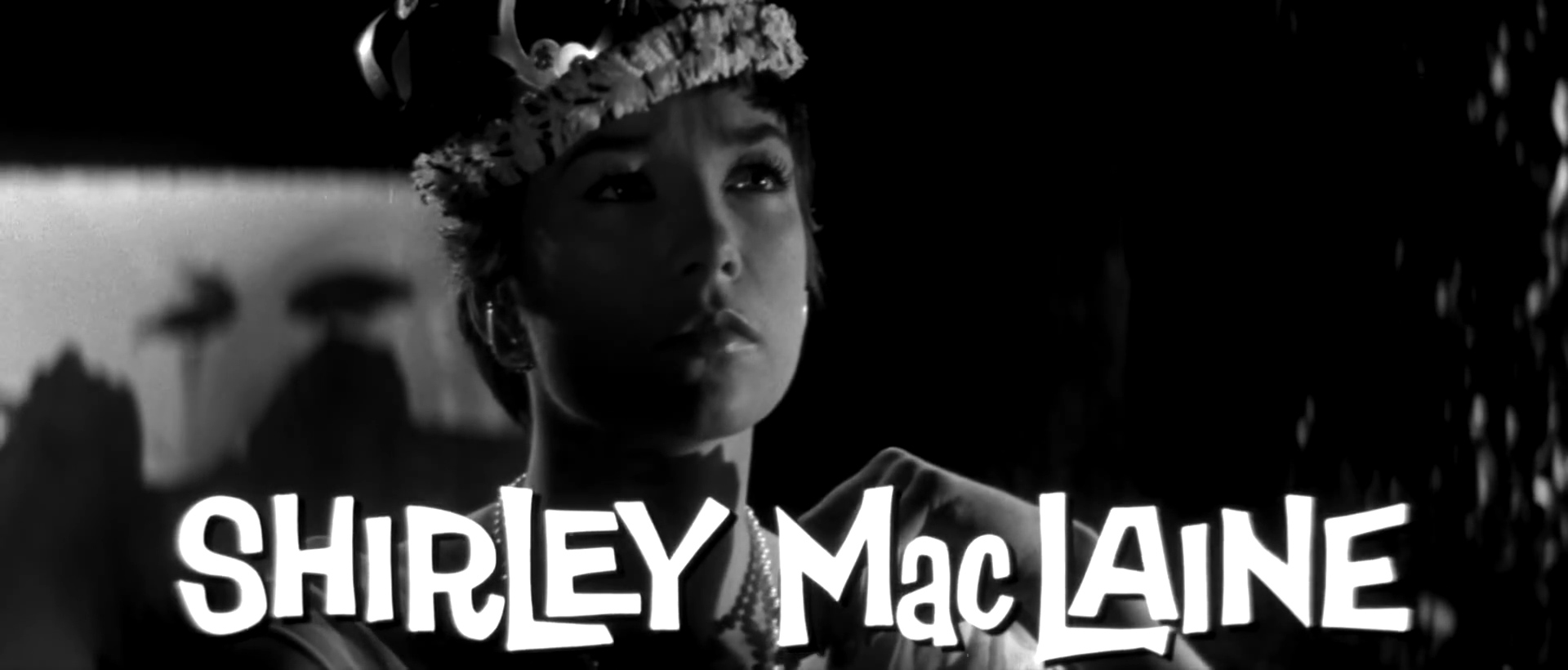
Shirley Maclaine dans la bande-annonce du film.

- Période prises de vues : fin novembre 1959 à début février 1960[2].
- Intérieurs : Samuel Goldwyn Studio d'Hollywood (Los Angeles)[2].
- Extérieurs : New York (scènes de nuit à Central Park, au Majestic Theatre de Broadway et sur Columbus Avenue).

Shirley MacLaine : « Jack Lemmon, mon cher Jack, est la gentillesse personnifiée. Il était toujours partant pour une bonne blague. Je le trouvais tellement génial que je venais souvent, quand je ne travaillais pas, pour assister à ses numéros comiques devant la caméra. […] Fran Kubelik, dans La Garçonnière, était victime du sentiment de culpabilité d'un homme marié, et du pouvoir machiste qui régnait dans son milieu professionnel. Finalement, comme la vie devenait insupportable, elle tentait de se suicider. […] Cette sorte de personnage. J'ai eu du mal à trouver son profil. Je n'ai jamais su avec certitude qui elle était. Et justement, c'était cela : une victime ballottée par les événements, qui ne pouvait se raccrocher à rien ni à personne. Elle était perpétuellement en réaction par rapport au monde qui l'entourait. Il a donc fallu que je réagisse dans ce film et non que je joue. C'était un rôle plus subtil et plus fin que ceux auxquels j'étais habituée. […] Dean et Frank avaient entrepris de m'enseigner le gin-rami à l'époque où je tournais La Garçonnière. J'y jouais entre les prises. C'est pourquoi le film se termine sur une partie de gin-rami. Je montrais quatre doigts quand ma bouche disait trois, juste pour m'amuser. Cela aussi figure dans le film. Pendant la scène où mon beau-frère vient me récupérer, il y avait une bousculade. Comme j'avais beaucoup de mal à mimer la panique, Billy alla chercher une grosse bûche qu'il fendit en deux devant moi, sous la caméra, dans un bruit de tous les diables qui me pétrifia. Juste ce qu'il fallait. »

#### Décors
Pour l'appartement Billy Wilder a vu plusieurs appartements sur Central Park West, le décor recrée un mélange de ce qu'il y a vu.
Le tableau qu'on peut apercevoir dans l'appartement de Baxter est une reproduction punaisée au mur d'un tableau du musée d'Art moderne suggérant qu'il va dans les musées où il s'achète des reproductions, mais comme il est célibataire, n'a personne pour lui conseiller de les encadrer.
Les scènes du bureau collectif où travaille Baxter au début du film ont été tournées sur un plateau qui n'est pas très grand,,. Afin de donner l'illusion de l'immensité du bureau, la perspective a été forcée, les tables sont de plus en plus petites à mesure qu'on s'éloigne de la caméra ainsi que les figurants qui sont eux aussi de plus en plus petits jusqu'à utiliser, au fin fond du studio, des images découpées. Toutes les séquences de ce décor ont été tournées en moins de deux jours.
À la fin du film, lorsque Fran retourne en courant chez Baxter, il n'y a qu'une série de trois maisons derrière elle. Pour allonger son trajet, la scène a été tournée en plusieurs plans ce qui fait qu'elle passe en réalité plusieurs fois devant la même maison.

### Montage
D'après Billy Wilder, le montage du film est facile et rapide : il aurait été prêt au bout d'une semaine, avec très peu de pellicule non utilisée. En effet, la plupart des idées du tournage fonctionnent et il a tourné de manière simple, sans multiplier les plans et les angles de prise de vue.

## Analyse
- Si vous ne connaissez pas le sujet, laissez ce bandeau (vous pouvez alors contacter les auteurs).
- Si vous supprimez le contenu mis en cause (vous pouvez préalablement contacter les auteurs),

argumentez précisément cette suppression dans la page de discussion
(un manque de référence n'est pas un argument ; une recherche réelle de référence doit avoir été effectuée, être formellement documentée).
Ce film peut s’analyser symboliquement comme l’histoire d’un homme trop gentil, qui au départ ne sait pas dire non.
On découvre le héros perdu dans un immense bureau où chacun semble être un rouage bureaucratique indifférencié, sans individualité. Le décor et la manière de filmer donnent « l'idée d'un petit homme dans un grand bureau. » Le personnage est souvent filmé dans des plans larges, qui montrent son affrontement avec le monde qui l'entoure. Le film montre donc l’accession à cette individualité, travail d’individuation, comme l’encourage son voisin bienveillant le médecin juif - qui peut évoquer la psychanalyse : "Be a "Mensch", "deviens un être humain".
Une clé interprétative de ce film se trouve dans l’analogie entre l’appartement où habite le héros, et son moi psychique. Cette clé est présente physiquement sous la forme de la clé dudit appartement, et de son parcours de main en main, et jouera un rôle capital dans la scène de résolution marquant l’évolution du personnage central.
L’incapacité de Baxter à dire "non" face aux demandes des hommes haut placés de son entreprise afin de satisfaire leur désir marque à la fois une absence de volonté et une dépossession.  Baxter se retrouve littéralement mis à la porte de chez lui. C’est aussi la marque de l'absence de désir ou du moins de vie sentimentale propre puisque Baxter est un célibataire vivant seul.
De plus, Baxter ment à son entourage en se conformant à l’image que les autres se font de lui, celle d’un tombeur enchainant de nombreuses aventures. Encore une illustration de son incapacité à s’affirmer, même si c’est pour être accusé du comportement immoral de ceux qui profitent de lui. Autre illustration de la répression de son agressivité, il ira jusqu’à se laisser frapper par le beau-frère de Fran, faisant ainsi écran pour protéger celui qui lui dérobe son appartement et son amour.
La résolution du film marquant l’évolution psychique du héros sous l’effet de son amour pour Fran est montrée dans la scène où Sheldrake demande de nouveau à Baxter de lui fournir la clé de son appartement. Alors qu’on pense qu’il se soumet de nouveau à sa demande, marquant son effacement face au désir d’un autre plus puissant, il lui remet … la clé des toilettes du bureau. Il a enfin réussi à dire non, ce qui lui permettra de poursuivre son évolution et de faire entendre son désir à la femme qu’il aime : savoir dire "non"  permet de faire reconnaitre son "oui".
La scène finale se rapproche des contes de fées comme La Belle au bois dormant, où le prince vient délivrer la princesse endormie à sa propre vie. Mais de manière inversée : c’est la princesse qui viendra réveiller/animer le prince endormi en son château. 
Petit clin d’œil grivois,  Baxter ouvre la porte à Fran avec une bouteille de champagne à la main, symbole phallique, qu’il venait de déboucher et s’apprêtait à boire seul. La visite de Fran lui permet donc de passer d’un plaisir solitaire à un plaisir de couple. C’est l’amour partagé qui aura fait de lui un homme.

## Adaptation théâtrale
En 2017, Judith Elmaleh et Gérald Sibleyras signent l'adaptation du film. La pièce est mise en scène par José Paul avec dans les rôles principaux Guillaume de Tonquédec et Claire Keim au théâtre de Paris.